# جائزة الملكة إليزابيث للهندسة
جائزة الملكة اليزابيث للهندسة (بالإنجليزية:Queen Elizabeth Prize for Engineering) تعرف أيضا باسم كيبريز، وهي جائزة هندسية عالمية تمنح للمهندسين الذين كان لهم ابتكار كبير في الهندسة وكان له أثر كبير في خدمة المجتمع ومقدار الجائزة مليون جنيه استرليني وتمنح كل سنتين باسم الملكة اليزابيث الثانية ملكة بريطانيا.

## فائزون بالجائزة
- في العام 2013، فينت سيرف وروبرت خان ولويس بوزان بسبب «مساهماتهم الأساسية في البروتوكولات التي شكلت البنية الأساسية لشبكة الإنترنت»، وتيم بيرنرز لي بسبب «إنشائه للويب وتوسيعه لاستخدام الإنترنت لمجالات أكثر من البريد الإلكتروني ونقل الملفات»، ومارك أندرسون بسبب «عمله وهو مايزال طالباً على تطوير مُتصفح موزاييك (mosaic browser) الذي جعل الوصول للويب مُتاحاً للجميع».[2]

## معرض صور

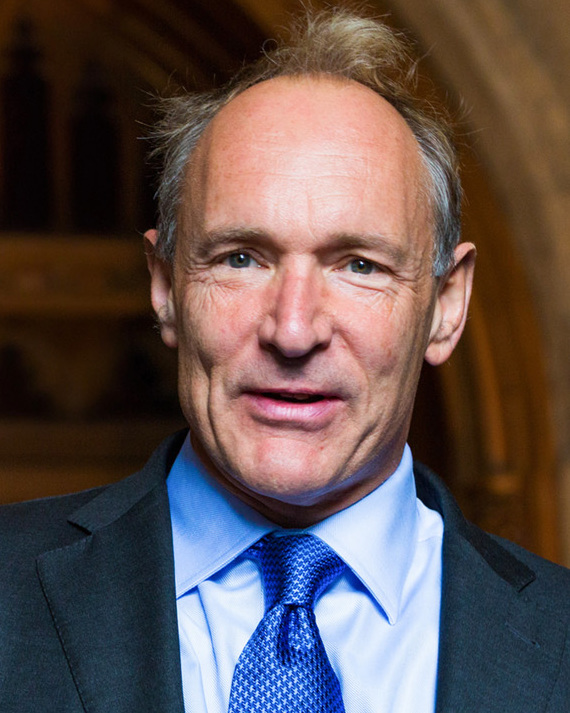
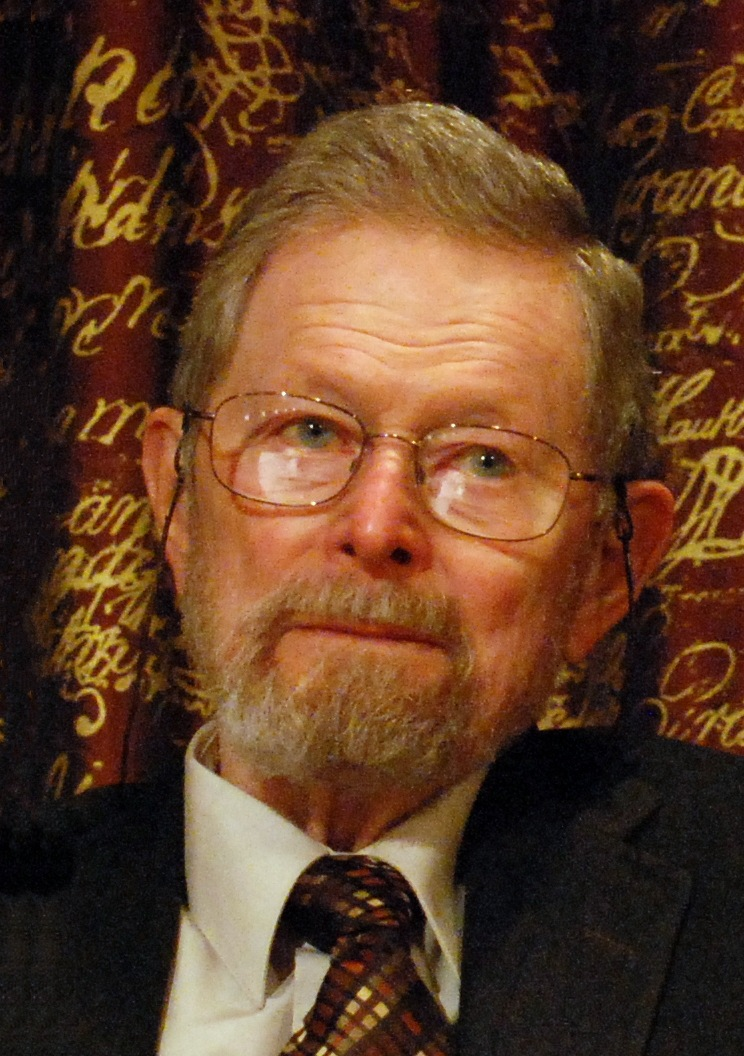
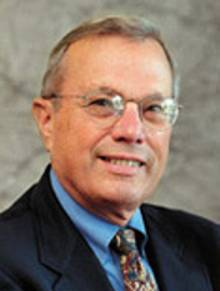
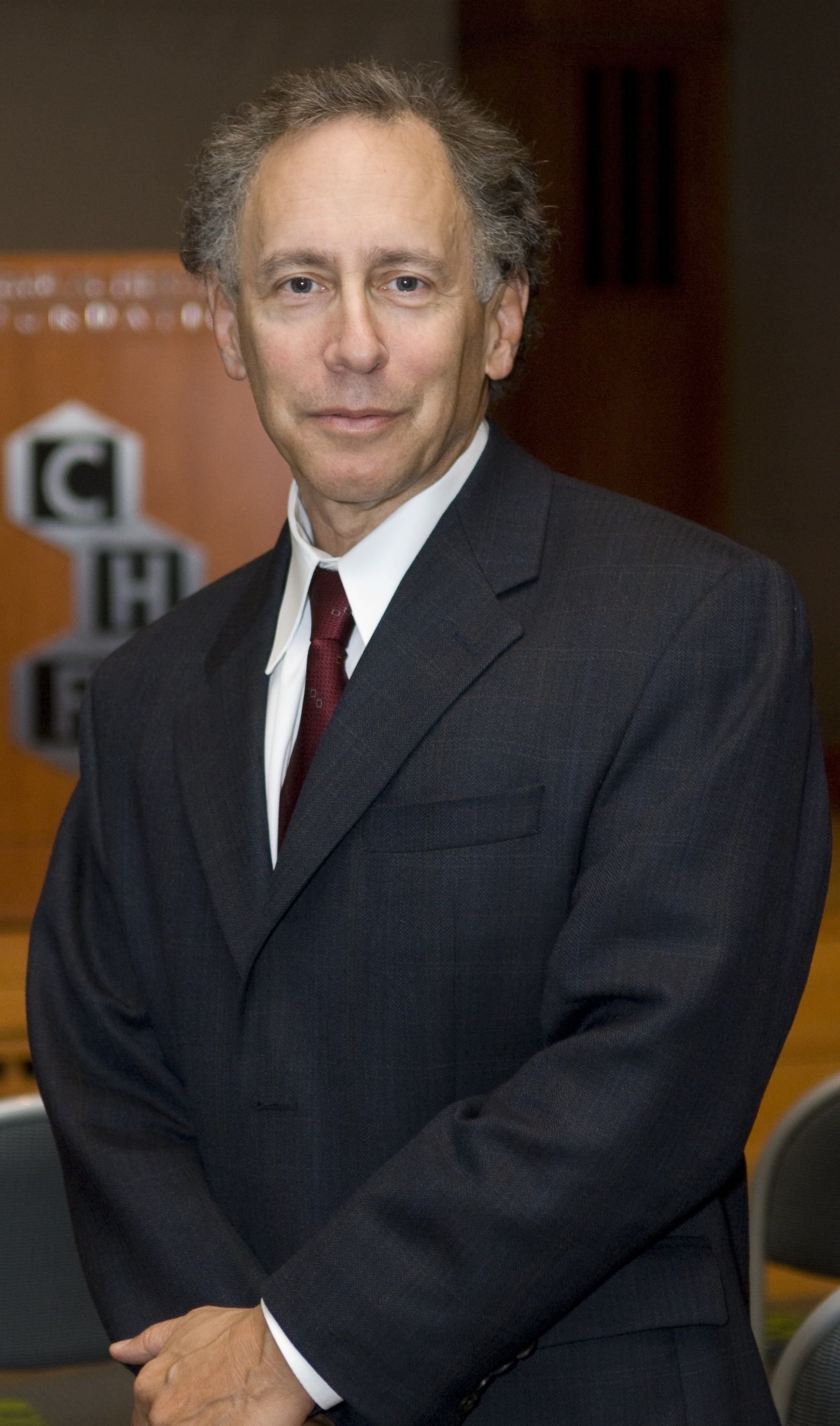